# Socorro (Kolumbien)
El Socorro ist eine Gemeinde (municipio) im Departamento Santander in Kolumbien.

## Geographie
Socorro ist die Hauptstadt der Provinz Comunera (früher Provinz Socorro) in Santander und liegt auf einer Höhe von 1300 m ü. NN in der Ostkordillere der kolumbianischen Anden und hat eine Jahresdurchschnittstemperatur von etwa 23 °C. Die Stadt liegt ungefähr 120 km von Bucaramanga entfernt. Die Gemeinde hat Anteil an den Flüssen Río Suárez und Río Fonce, die im Norden der Gemeinde zusammenfließen. An die Gemeinde grenzen im Norden Cabrera und Pinchote, im Westen Simacota und Palmar, im Süden Confines und Palmas del Socorro und im Osten Páramo.

## Bevölkerung
Die Gemeinde Socorro hat 31.115 Einwohner, von denen 25.757 im städtischen Teil (cabecera municipal) der Gemeinde leben (Stand: 2019).

## Geschichte
Socorro wurde am 16. Juni 1683 von José de Archila und José Díaz Sarmiento gegründet und erhielt 1771 durch den spanischen König Karl III. das Stadtrecht. Im Vizekönigreich Neugranada wurde Socorro zu einer der wichtigsten Städte mit 12.000 Einwohnern im 18. Jahrhundert. Die Stadt war das Zentrum von kunsthandwerklicher Textilindustrie aus Baumwolle und Naturfasern sowie von Tabakanbau. Socorro war 1781 der Mittelpunkt des Comuneros-Aufstand in Neugranada, angeführt von Manuela Beltrán. Auch während des Unabhängigkeitskampfes spielte die Stadt eine wichtige Rolle. Im unabhängigen Kolumbien war Socorro von 1861 bis 1886 Hauptstadt des Staates Santander. Seit 1887 hat Socorro den heutigen Status einer Gemeinde. Seit Ende des 20. Jahrhunderts ist Socorro ein Zentrum von Abenteuer- und Ökotourismus.

## Wirtschaft
Die wichtigsten Wirtschaftszweige von Socorro sind Landwirtschaft und die Rinderproduktion. Insbesondere werden Zuckerrohr, Kaffee, Zitruspflanzen, Bohnen, Mais, Tabak, Bananen, Maniok, Tomaten, Erbsen und Paprika angebaut.